# 大韓民国の鉄道
大韓民国の鉄道（だいかんみんこくのてつどう）では、大韓民国（韓国）で運行されている鉄道（철도）について記す。朝鮮民主主義人民共和国（北朝鮮）の鉄道については朝鮮民主主義人民共和国の鉄道の項を参照。
現在、韓国の鉄道には一部の民間資本鉄道（ソウル市メトロ9号線・新盆唐線・釜山-金海軽電鉄など）や専用鉄道を除いて私鉄が存在せず、
1. 大韓民国政府が保有（国家鉄道公団委託管理）し、主に韓国鉄道公社（KORAIL）が運営する一般鉄道路線・広域電鉄（旧・韓国鉄道庁）
2. 各自治体が保有し、各都市の公社が運営する都市鉄道路線（地下鉄・AGT・モノレールなど）

に二分できる。
幹線は標準軌で建設され、第二次世界大戦・朝鮮戦争の後に建設された地下鉄もそれを踏襲し、都市鉄道の一部を除く全路線が標準軌で建設されることとなった。
なお2020年現在、営業用車両で先頭車に非常用ではない貫通扉を装備した車両は存在しない。

## 沿革

### 戦前
韓国初の鉄道は、1899年9月にソウル南部の漢江西岸にある鷲梁津と仁川の間で開通した。これが現在の京仁線および京釜線の一部であり、アメリカ人実業家モールスによって建設が開始されたが、その途中で日本の渋沢栄一らに鉄道敷設権が譲渡され、京仁鉄道合資会社によって工事が完成した。翌1900年には、漢江を渡る橋梁が初めて完成し、南大門駅（現：ソウル駅）を経て京城駅（後の西大門駅、現存せず）まで延伸した。

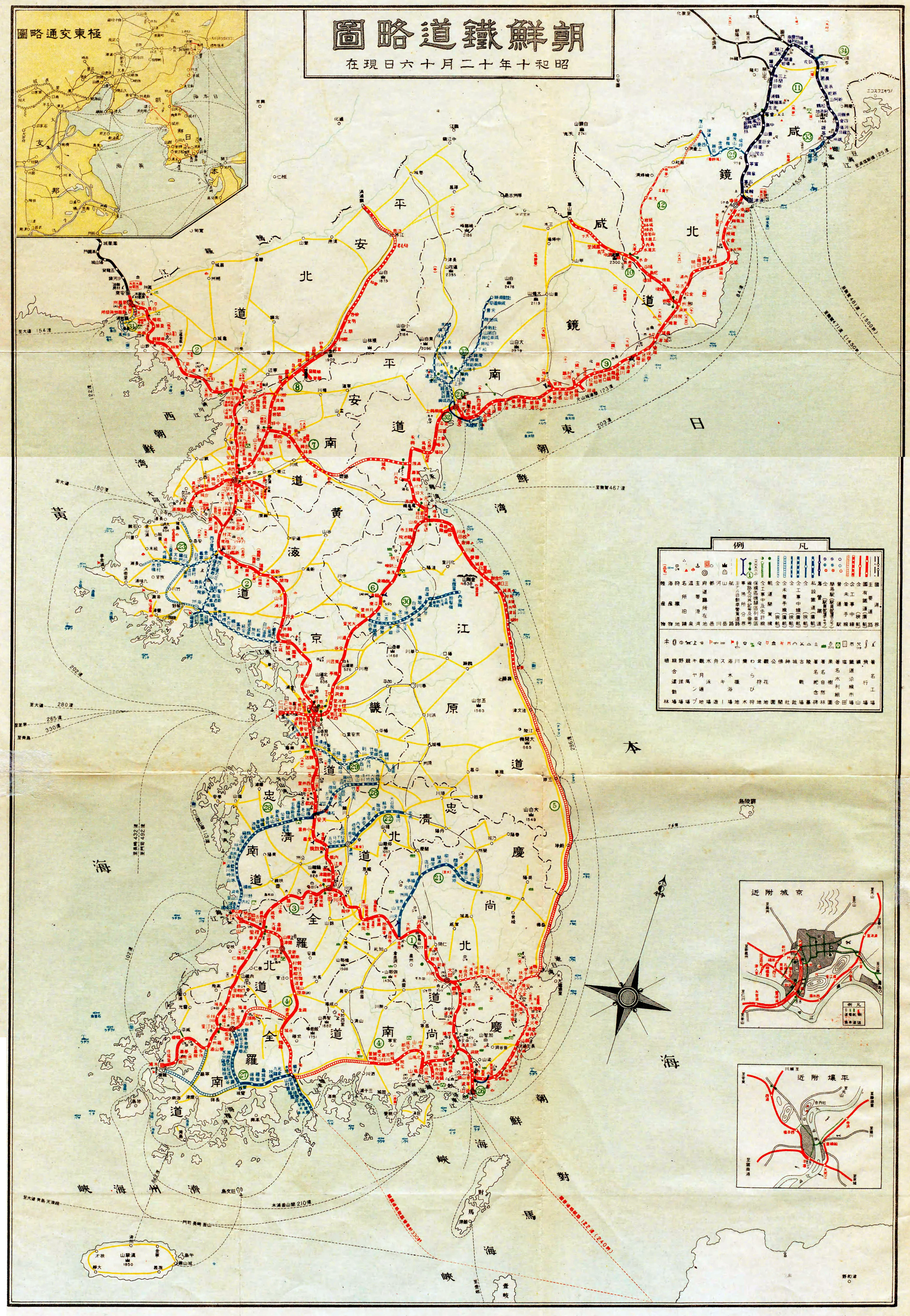
朝鮮鉄道略図（1936年）

その後、旧国鉄線のうち京釜線（1905年開業）・京義線（1906年開業）など多くの幹線は、日本統治時代に日本の技術と資金によって建設された。これらの路線は、日韓併合（1910年）を経て朝鮮総督府鉄道局が経営する朝鮮総督府鉄道となった。

### 戦後
太平洋戦争で日本がポツダム宣言を受諾して降伏した後、朝鮮半島は北緯38度線を境に北部をソビエト連邦・南部をアメリカ合衆国が占領した事により、京義線・京元線は分断され、土海線は38度線以南のみの運行となり、甕津線は南北共に運行中断となり、1948年の朝鮮民主主義人民共和国（北朝鮮）・大韓民国（韓国）の成立、1950年 - 1953年の朝鮮戦争による軍事境界線を挟んでの対峙によって分断は決定的となった。朝鮮戦争で鉄道も荒廃したが、韓国側では1955年からは釜山 - ソウル間に特急「トンイル号」を運転開始し、1960年には特急「ムグンファ号」も運転を開始した。
1965年には日本国と大韓民国との間の基本関係に関する条約（日韓基本条約）によって日本との関係が正常化され、それに伴い1969年には日本から輸入された客車によって特急「観光号」が運行を開始、1974年に「セマウル号」と改称された（1980年 - 1984年は愛称なしとなった）。1984年には、それまでの「セマウル号」・「優等」・「特急」・「普通」が「セマウル号」（特急相当）・「ムグンファ号」（急行相当）・「トンイル号」（急行/普通相当）・「ピドゥルギ号」（普通相当）の体制となる。
また1974年には、北朝鮮の平壌地下鉄に1年遅れ、日本のODAでソウル地下鉄が開通、以後韓国各地で地下鉄の建設が進められていくことになる。
2000年に各駅停車「ピドゥルギ号」を廃止、2004年には紆余曲折がありつつも高速鉄道の「KTX」が運行を開始したが、同時に「トンイル号」が全廃され、ムグンファ号および「通勤列車」に移行した。2005年には国有鉄道の列車運営がそれまでの「鉄道庁」から公社の「韓国鉄道公社（Korail）」に、施設の保有・管理は「韓国鉄道施設公団（KR）」に改められた。
2007年3月23日に大韓民国初の民間資本鉄道である仁川国際空港鉄道が金浦空港 - 仁川国際空港の間で暫定開業した。
2014年には民間資本を取り入れた株式会社SRが設立され、国営Korailの独占を終わらせた。2016年12月9日、SRが運行する高速列車「SRT」が運行を開始し、韓国の高速鉄道は二社による競争が生まれた。

## 分類

### 高速鉄道

高速鉄道路線図

- KTX - 韓国鉄道公社（Korail）により運行。
- SRT - SRにより運行。

### 一般鉄道
- 韓国鉄道公社（Korail）
  - 広域電鉄（ソウル特別市とその周辺（＝首都圏電鉄）および釜山広域市の都市鉄道路線のうちKorailが運営している部分）

### 地下鉄
- ソウル特別市 - ソウル交通公社・ソウル市メトロ9号線によって運営（路線保有は一部を除きソウル特別市）。広域電鉄とも直通運転、詳しくは各路線記事、首都圏電鉄、ソウル地下鉄を参照。
- 仁川広域市 - 仁川交通公社が運営。（ただし7号線はソウル交通公社が運営）
- 釜山広域市 - 釜山交通公社が運営。
- 大邱広域市 - 大邱都市鉄道公社が運営。
- 光州広域市 - 光州交通公社が運営。
- 大田広域市 - 大田交通公社が運営。

## 隣接国との鉄道接続状況

### 日本-接続なし(朝鮮海峡)
韓国の鉄道は、かつて日本統治下に日本資本により鉄道が開通した経緯や、前述の日本からの支援、又は日本製車両を輸入していた影響もあり、複線区間では左側通行（ただし都市鉄道は一部を除き右側通行）であり、電鉄線を走行する車両では動力分散式がほとんどであるなど、日本の鉄道システムによく似ている。韓国でも近年、日本のジョイフルトレインに類似した観光列車が各地で運行されている。
また、2015年まで発売されていた日韓共同きっぷや、KTXや都市鉄道の主要駅において、車内放送で英語・中国語と並んで日本語が流れるなど、日本と地理的に近く日本人観光客が多いために日本市場を意識した動きも見られる。
地下鉄・都市鉄道においては、駅名の日本語表記がソウル市などにより正式に制定され、駅名標や路線図などの案内で使われている。ただし、釜山都市鉄道では原則として漢字が使われるのに対し、首都圏電鉄の各路線ではカタカナが案内に使われている。

### 北朝鮮-接続あり(現在は廃線)
韓国はBRICSのロシアや中華人民共和国と交流するために、自国の鉄道を北朝鮮経由でシベリア鉄道、中国国鉄と貨物列車の直通運転を計画しており、南北の鉄道再連結により2006年に半世紀ぶりに北朝鮮との直通列車が走ったが、後に北朝鮮側からの通達により運行は中止されている。
なお、関連して旅客の国際列車を運行させる計画もあり、2008年にはソウル - 北京を結ぶ国際列車用として、寝台列車のヘランが誕生した。しかし、南北関係悪化により国際列車の運行は見送られ、ヘランは国内の観光クルーズ列車として運行されている。